# 比推力可変型プラズマ推進機

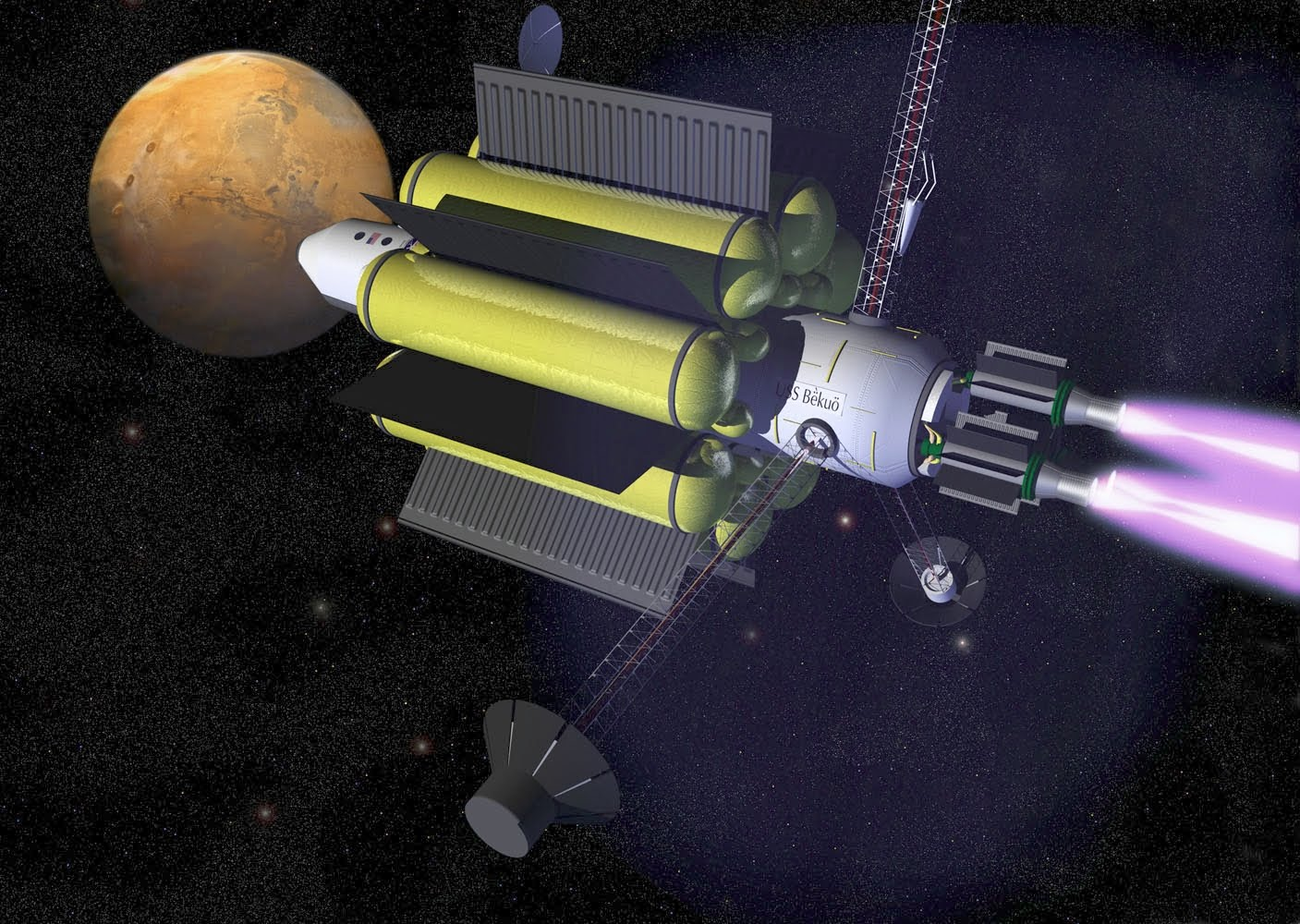
VASIMRを搭載した宇宙機のイメージ図。

比推力可変型プラズマ推進機（ひすいりょくかへんがたプラズマすいしんき、英: VAriable Specific Impulse Magneto-plasma Rocket - VASIMR）とは、宇宙空間用電気推進の一種である。本来は核融合研究のひとつとして開発された。1977年にフランクリン・チャン＝ディアスにより基本的なコンセプトが固められ、惑星間航行用のエンジンとして研究が続けられている。
英語の略称であるVASIMRは｢ヴァシミール｣と発音する。

## 動作原理

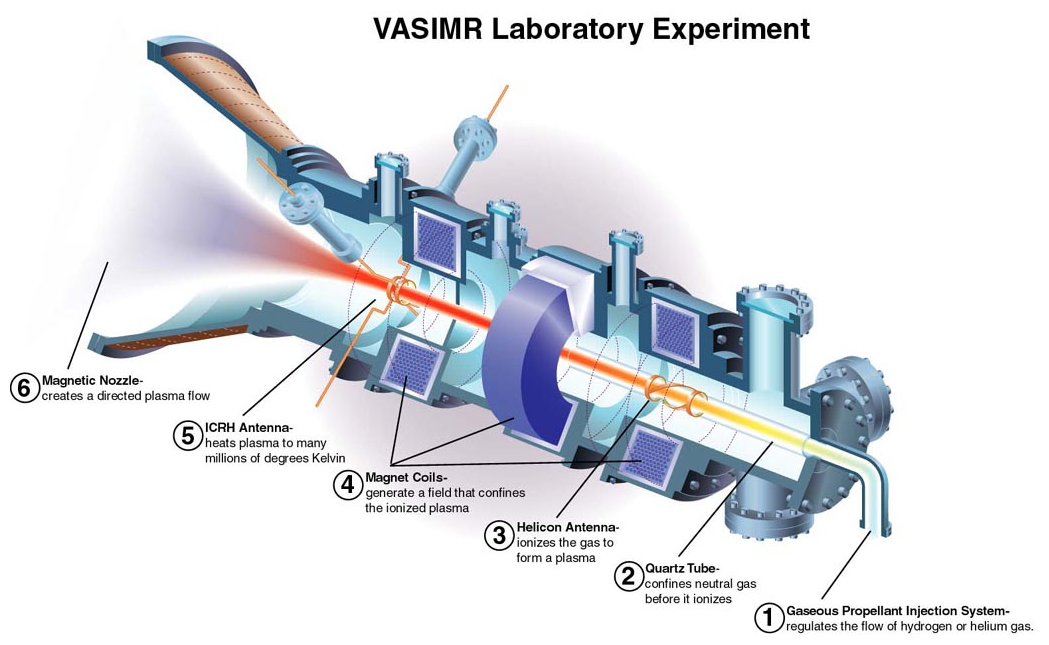
VASIMR schematic

VASIMRは主に3つのセクションから成る。推進剤ははじめに1つ目のヘリコン･アンテナにより電離され、低温の（全体のガス温度が低い）プラズマとなる。2つ目のヘリコン･アンテナでRF放電によるICRH（Ion Cyclotron Resonance Heating:イオンサイクロトロン共鳴加熱）を利用したエネルギーのブーストが行われる。高いエネルギーを得たプラズマは磁場ノズル内で膨張、さらに電磁気的な推力を発生し、高速で後方へと加速される。
このような原理から、VASIMRは電熱加速のシステムとも、電磁加速のシステムであるともいえる（研究者は電熱加速ではないとしているが）。無電極のシステムであるため、電極の損耗に伴うシステム寿命の制限から開放されるだけでなく、DCアークジェットよりもはるかに高いプラズマ温度を達成することが可能である。

## メリットと課題
一般に電気推進において、投入される電力が一定ならば、推力と比推力は反比例の関係になる。VASIMRではプラズマ生成と再加熱のセクションが分離していることから、電力投入の調整により推力と比推力のバランスを自在に制御できる。即ち、ミッションのあらゆる状況でエンジンの性能を最適化できる、ということである。VASIMRの最終的な目標では、比推力を3,000秒から5万秒まで変化させる。また、上記のように無電極のシステムであるから、寿命の制限を低減することが可能である。
VASIMRの開発において問題となるのは、磁場中でのプラズマの複雑な挙動である。ヘリコン･プラズマ自体の特性がいまだよく分かっていないため、この物理的な現象、加速に適した条件を見つけ出さなければならない。推進性能を確保するためには、より高密度のプラズマを生成し、効率的に加熱する必要がある。また、その原理上、VASIMRのプラズマは1回のアンテナ通過で十分なエネルギーを受け取らなければならない。

## これまでの研究
フランクリン・チャン＝ディアスの開発したVASIMRは、彼自身の会社であるAd Astraロケット社およびNASA･ジョンソン宇宙センターのASPL (Advanced Space Propulsion Laboratory) で研究されている。これまでVX-10、VX-50、VX-100、VX-200といったシリーズが開発（数字は電力kWを示す）されてきた。彼らの最終的な目標は、4MWクラスのVASIMRにより有人火星飛行を達成することだが、はじめのマイルストーンは国際宇宙ステーションでVF-200（200kWクラス）の技術実証を行うことである。これは2015年の実現を予定していた。200kWという出力はステーションの供給電力をはるかに上回るため、15分程度の駆動時間になると見込まれていた。しかし、2015年にNASAは国際宇宙ステーションにおけるVF-200の技術実証計画を中止した。NASAの報道官によると「国際宇宙ステーションはこのエンジンが目標とする出力の実証プラットフォームとして理想的なものではない」という。これに対してAd Astraは将来的に宇宙での技術実証を行った上で国際宇宙ステーションでのVASIMRの試験を行うことはオプションとして残されている、とした。2015年いっぱいはVX-200SSTMの100時間真空槽試験を含むNASAのNextSTEPプログラムでの協力が続けられた。
日本の東北大学ではVASIMRと同様の、高速プラズマ流をRF放電によって再加熱する手法について研究がされている。これは物理現象の解明という目的も含んでいる。東北大学のシステムは、イオン生成にMPDアークジェットを使い、磁場ノズルとヘリカル･アンテナによって生じる複雑な現象を計測している。